# Vince Snowbarger

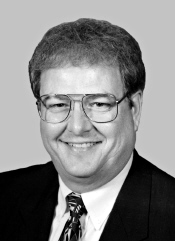
Vince Snowbarger

Vincent „Vince“ K. Snowbarger (* 16. September 1949 in Kankakee, Illinois) ist ein US-amerikanischer Politiker. Zwischen 1997 und 1999 vertrat er den dritten Wahlbezirk des Bundesstaates Kansas im US-Repräsentantenhaus.

## Werdegang
Vince Snowbarger besuchte bis 1967 die Shawnee Mission South High School in Overland Park (Kansas). Anschließend studierte er bis 1971 an der Southern Nazarene University in Bethany (Oklahoma). Bis 1974 studierte er dann Jura an der University of Illinois. Snowbarger beendete seine Ausbildung im Jahr 1977 mit einem Studium an der University of Kansas.
Nach seiner Studienzeit wurde er zwischen 1973 und 1977 selbst Dozent am Mid America Nazarene College. Von 1978 bis 1984 war er Berater der  Republikanischen Partei, deren Mitglied er wurde. Von 1982 bis 1984 wirkte er in der Stadtplanungskommission von Olathe (Illinois) mit. Zwischen 1985 und 1996 war Snowbarger Abgeordneter im Repräsentantenhaus von Kansas.
Bei den Kongresswahlen des Jahres 1996 wurde Snowbarger im dritten Distrikt von Kansas in das US-Repräsentantenhaus in Washington, D.C. gewählt. Dort trat er am 3. Januar 1997 die Nachfolge von Jan Meyers an. Im Kongress galt er als sehr konservativ, so dass er sogar die Unterstützung einiger moderater Republikaner in seinem Wahlkreis verlor, was zu seiner Abwahl im Jahr 1998 führte.
Während der Regierungszeit von US-Präsident George W. Bush war Snowbarger stellvertretender Direktor und von 2006 bis 2007 amtierender Leiter der Pensionsbehörde (Pension Benefit Guaranty Corporation).